# Boudhagumba
Boudhagumba – gaun wikas samiti w zachodniej części Nepalu w strefie Lumbini w dystrykcie Palpa. Według nepalskiego spisu powszechnego z 2001 roku liczył on 519 gospodarstw domowych i 2651 mieszkańców (1551 kobiet i 1100 mężczyzn).